# Pokal Nogometne zveze Slovenije 2018-2019
La Pokal Nogometne zveze Slovenije 2018./19. (in lingua italiana: Coppa della federazione calcistica slovena 2018-19), detta semplicemente Pokal Slovenije 2018./19., fu la ventottesima edizione della coppa nazionale di calcio della Repubblica di Slovenia.
A vincere fu l'Olimpia Lubiana, al suo secondo titolo nella competizione.

Questo successo diede ai bianco-verdi l'accesso al primo turno di qualificazione della UEFA Europa League 2019-2020.
Vi furono 2 capicannonieri con 5 reti ciascuno:
Jaka Štromajer (Koper) e Stefan Savić (Olimpia Lubiana).

## Partecipanti
Le 10 squadre della 1. SNL 2017-2018 sono ammesse di diritto. Gli altri 18 posti sono stati assegnati alle vincitrici e alle finaliste delle 9 coppe inter–comunali.

### Ammesse di diritto
- Aluminij
- Ankaran Hrvatini
- Celje
- Domžale
- Gorica
- Krško
- Maribor
- Olimpia Lubiana
- Rudar Velenje
- Triglav

### Qualificate attraverso le coppe
| Coppe inter–comunali | Coppe inter–comunali | Coppe inter–comunali | Coppe inter–comunali |
| Associazione         | Squadre              | Squadre              |                      |
| -------------------- | -------------------- | -------------------- | -------------------- |
| MNZ Lubiana          | Ivančna Gorica       | Bravo                |                      |
| MNZ Maribor          | Akumulator Mežica    | Korotan Prevalje     |                      |
| MNZ Celje            | Šampion Celje        | Rogaška              |                      |
| MNZ Capodistria      | Koper                | Plama Podgrad        |                      |
| MNZ Nova Gorica      | Bilje                | Brda                 |                      |
| MNZ Murska Sobota    | Grad                 | NŠ Mura              |                      |
| MNZ Lendava          | Turnišče             | Nafta 1903           |                      |
| MNZ Goreniska-Kranj  | Jesenice             | Kranj                |                      |
| MNZ Ptuj             | Videm                | Drava Ptuj           |                      |

### Calendario
| Turno       | Date                  | Partite | Club    |
| ----------- | --------------------- | ------- | ------- |
| Primo turno | 14-16 agosto 2018     | 12      | 28 → 16 |
| Ottavi      | 12-20 settembre 2018  | 8       | 16 → 8  |
| Quarti      | 17-24/31 ottobre 2018 | 8       | 8 → 4   |
| Semifinali  | 3-4/23-24 aprile 2019 | 4       | 4 → 2   |
| Finale      | 30 maggio 2019        | 1       | 2 → 1   |

## Primo turno
Al primo turno partecipano 24 squadre: 18 qualificate attraverso le coppe inter–comunali e 6 provenienti dal 1. SNL 2018-2019 che non si sono qualificate per le competizioni europee, mentre Domžale, Maribor, Olimpia Lubiana e Rudar Velenje entrano nella competizione direttamente dagli ottavi di finale.
| Squadra 1         | Risultato   | Squadra 2        |
| ----------------- | ----------- | ---------------- |
| 14 agosto 2018    |             |                  |
| Turnišče          | 0 – 8       | Krško            |
| 15 agosto 2018    |             |                  |
| Akumulator Mežica | 1 – 7       | Brda             |
| Bilje             | 0 – 2       | Celje            |
| Drava Ptuj        | 0 – 2       | Bravo            |
| Grad              | 1 – 2       | Aluminij         |
| Jesenice          | 0 – 12      | Koper            |
| Nafta 1903        | 2 – 1       | Ankaran Hrvatini |
| Plama Podgrad     | 0 – 5       | Gorica           |
| Šampion Celje     | 0 – 1 (dts) | Ivančna Gorica   |
| Videm             | 1 – 2 (dts) | Triglav          |
| Korotan Prevalje  | 5 – 1       | Kranj            |
| 16 agosto 2018    |             |                  |
| Rogaška           | 1 – 3       | NŠ Mura          |

## Ottavi di finale
| Squadra 1         | Risultato | Squadra 2     |
| ----------------- | --------- | ------------- |
| 12 settembre 2018 |           |               |
| Bravo             | 2 – 3     | Maribor       |
| NŠ Mura           | 1 – 0     | Rudar Velenje |
| Koper             | 2 – 0     | Nafta 1903    |
| Ivančna Gorica    | 0 – 3     | Domžale       |
| 19 settembre 2018 |           |               |
| Brda              | 0 – 2     | Gorica        |
| Korotan Prevalje  | 0 – 3     | Aluminij      |
| Celje             | 0 – 3     | Krško         |
| 20 settembre 2018 |           |               |
| Olimpia Lubiana   | 2 – 1     | Triglav       |

## Quarti di finale
| Squadra 1 | Totale      | Squadra 2       | Andata     | Ritorno    |
| --------- | ----------- | --------------- | ---------- | ---------- |
|           |             |                 | 17.10.2018 | 31.10.2018 |
| Koper     | 1 – 6       | Olimpia Lubiana | 0 – 5      | 1 – 1      |
|           |             |                 | 23.10.2018 | 31.10.2018 |
| Maribor   | 3 – 2       | Domžale         | 1 – 0      | 2 – 2      |
|           |             |                 | 24.10.2018 | 31.10.2018 |
| Gorica    | 2 – 6       | NŠ Mura         | 0 – 3      | 2 – 3      |
| Krško     | 2 – 2 (gfc) | Aluminij        | 2 – 2      | 0 – 0      |

## Semifinali
| Squadra 1 | Totale | Squadra 2       | Andata     | Ritorno    |
| --------- | ------ | --------------- | ---------- | ---------- |
|           |        |                 | 03.04.2019 | 24.04.2019 |
| Maribor   | 2 – 1  | NŠ Mura         | 1 – 0      | 1 – 1      |
|           |        |                 | 04.04.2019 | 23.04.2019 |
| Aluminij  | 1 – 6  | Olimpia Lubiana | 1 – 2      | 0 – 4      |

## Finale
| Arbitro: | Matej Jug (Tolmino) |

| |            | |
| Savić 17’, 75’ | Marcatori  | 90+2’ Tavares                                                                                                |
| Vidmar Andrejašič Bagnack Maksimenko Štiglec Tomić Putincanin Savić (90+9' Jurčevič) Suljić (86' Kidrič) Kadrić (90+6' Valenčič) Çekiçi | Formazioni | Pirić Milec Cretu Ivković Viler Vrhovec (77' Mlakar) Derviševic (67' Tavares) Hotić Pihler Mešanović Zahovič |
| Safet Hadžić | Allenatori | Darko Milanič                                                                                                |